# Dario Arkel
Dario Arkel (Genova, 15 novembre 1958) è un pedagogista italiano.

## Biografia
Dario Arkel nasce a Genova il 15 novembre 1958. Dopo gli studi classici, si iscrive alla Facoltà di Sociologia dell'Università di Urbino, dove è allievo di Umberto Piersanti. 
Rientrato a Genova, si laurea presso l'Università di Genova in Scienza del servizio sociale e, dopo aver conosciuto la figura e il pensiero pedagogico di Janusz Korczak attraverso le parole di Anna Teresa Rella e di Miriam Novitch, in Pedagogia.
Il suo percorso culturale è caratterizzato da una costante compenetrazione tra l'interesse per le materie letterarie e la scienza sociale e dell'educazione.
Ha insegnato dapprima Sociologia generale, quindi Pedagogia della devianza all'Università degli Studi di Genova e Pedagogia sociale alla Facoltà di Giurisprudenza della medesima Università, è consulente tecnico del Tribunale dei minori, redattore della rivista FOR e curatore per la stessa della rubrica "Educare e formare alla pace e alla condivisione". È iscritto all'Albo dei giornalisti dal 1990. Presidente di Aif (Associazione Formatori Italiani) di Liguria dal 2007 al 2013. Dal 2021 cura la rubrica "Korczak" di Zeroseiup magazine. Nominato Cultore della materia presso il Dipartimento di Giurisprudenza dell'Università di Genova e Cultore della materia "Pedagogia della pace e della gestione dei conflitti" presso la Facoltà di Pedagogia dell'Università di Firenze. È docente-formatore presso la Libera Università LUMSA di Roma. E' componente del comitato della Collana Scientifica "Korczak" di Zeroseiup editore.

## Profilo scientifico
Nei primi anni ottanta viene a far parte dell'Istituto Ligure di Ricerca Economico-Sociale (ILRES) per collaborare con la sociologa Maria Teresa Torti a ricerche educative-sociali, pubblicando insieme con lei il volume Altra scuola, altro lavoro (1987) e, per conto di IRES-CGIL, Il lavoro dopo la Laurea (1988).
In seguito scriverà saggi quali La proposta degli esclusi (2002) con la prefazione di Marco Revelli e L'impossibilità della Storia, sulla figura di Janusz Korczak (Premio Rea per la Saggistica 2003, Ischia).
L'origine ebraica della sua famiglia lo conduce ad approfondire la storia di questo popolo, la pedagogia della Shoah e il pensiero e l'esempio di Janusz Korczak.
Nel 2009 esce per Atì Editore l'opera più completa su Korczak: Ascoltare la luce. Vita e pedagogia di Janusz Korczak, corredata successivamente da un approfondimento in Pedagogia e Shoah (2010). Nel 2013 esce il saggio Il pianeta condiviso (per una pedagogia della condivisione) nel quale si rinnova e si rende compiuto il pensiero dell'homo planetarius, il vagabondo creatore che si contrappone all'homo rapax (homo destruens). Per Arkel l'etica dell'essenziale e l'esempio creativo dell'infanzia rappresentano la svolta fondativa della pedagogia della condivisione, la trasformazione umana mediante la conoscenza e la conseguente scelta etica.
Questo saggio ha ottenuto il Premio Franco Angeli dei formatori italiani nel 2014. Nel 2016 esce il saggio La società pedagogica - dal pesantemente necessario al benevolmente opportuno, un testo che si impone per diverse suggestioni tra le quali: la pedagogia vista come scienza della trasformazione, l'attenzione data alla vita e all'opera di Alice Salomon (considerata la prima assistente sociale del mondo), il recupero della pedagogia libertaria di Francesc Ferrer Guardia, la valorizzazione dell'azione di Janusz Korczak nell'accompagnare i bambini dell'orfanotrofio da lui diretto a una morte serena nel campo di concentramento di Treblinka (1942). Arkel vede in questo tragico episodio l'avvio di una pedagogia che supera la barriera della corporeità, andando a occuparsi anche di una sorte certa senza possibilità di trasformazione. In questo senso, Korczak inaugura l'oltrenero pedagogico - secondo Arkel - mutuando le espressioni e le suggestioni già espresse sul tema dal filosofo francese Gaston Bachelard.
Per l'editore Castelvecchi nel 2019 pubblica Il Bambino Vitruviano (L'innovazione di Janusz Korczak) questo testo in particolare pone il bambino al centro del sistema sociale e politico in termini universali. Il titolo già lascia intravedere lo scopo di Arkel riferendosi al celeberrimo disegno di Leonardo da Vinci: porre il bambino come tramite tra terrestrità e spiritualità. Al giorno d'oggi, sembra suggerirci l'A., una persona geniale e sensibile come Leonardo porrebbe al centro del quadrato terrestre e del cerchio spirituale il Bambino, l'unico soggetto incolpevole e oltre la Storia. Nel 2021 l'editrice Zeroseiup pubblica aggiornamento e revisione de La società pedagogica col titolo Etica dell'essenziale e oltrenero pedagogico.
Nel febbraio 2023 è stato nominato componente dell'Osservatorio Nazionale dell'infanzia e dell'adolescenza.

## Profilo letterario
Autore dei testi teatrali Il primo Lager (1985) e La posta del dottor Korczak (2002), nel 2005 scrive l'opera cantata Muri di cenere musicata da Raffaele Cecconi per il LX anniversario della Liberazione.
In seguito escono Fedele alla terra (2008), Avvolto nel cielo stellato (2010), Racconti di Genova (2011), Compendio (2012), La pazienza della notte (2014), Il clowndestino (2016).
Nelle opere letterarie filo conduttore è l'attenzione e la cura verso l'altro che di volta in volta può chiamarsi persona, pianeta, terra, natura, città senza mai trascurare la componente storico-sociale.
L'autobiografismo, dove presente, non è mai fine a sé stesso ma un mezzo per dare avvio a una riflessione che va oltre l'individuo, occasione per giungere a problematiche che riguardano l'uomo nella sua complessità. In questo senso si può collocare anche l'opera poetica Ritrovarsi a Esztergom (2015) nella quale la rievocazione della vita e soprattutto della fanciullezza del padre riemerge nell'esistere del figlio, dotandolo in più di una consapevolezza che supera il dolore per trasformarsi in ravvivata gioia. Nel 2017, per l'editore Il Foglio, esce il nuovo libro di poesia Di vento Di verso , nel quale l'autore tratta il tema dell'amore che trasforma non solo chi ne è protagonista, ma anche l'ambiente circostante.
Nel 2019, per i tipi di Castelvecchi editore, esce la ristampa della Pazienza della notte, con la prefazione dello scrittore e critico Lorenzo Gobbi.
Nel 2021 viene insignito presso la Sede della Società Dante Alighieri in Roma del "Premio Internazionale d'Eccellenza alla carriera Città del Galateo" Per l'incessante attività letteraria e culturale con infaticabile impegno e passione.

## Pensiero
La pedagogia è la materia guida del pensiero di Arkel. In essa egli coglie l'aspetto di "traino dalla necessità alla possibilità, e il viaggio verso la prospettiva". Quello pedagogico è un viaggio fatto di continue scoperte e di tensione costante al bene comune, ideale che è termine di una libertà aperta, contro le chiusure di una libertà ripiegata su di sé. Esso include la ricerca di un amore laico che fa scoprire vertici di dedizione disinteressata che tende al bene del prossimo, senza cercare nulla per sé se non la soddisfazione di averlo aiutato nelle sue sofferenze fisiche o nelle sue privazioni culturali o sociali. L'itinerario di Arkel comprende il riconoscimento della necessità di stabilire relazioni autentiche, fatte di altruismo e complicità positiva; rapporti che guardano alla condivisione come punto di partenza per gettare le basi di una società che riconosce la preziosità dell'altro, e dove il bambino — poeta e pensatore creativo — ha molto da insegnare all'adulto.
La rilevanza dell'essenzialità del vivere lo accosta al pensiero dei filosofi della condivisione e della decrescita felice (Nicholas Georgescu-Roegen, Raj Patel, Ivan Illich, Serge Latouche). Facendo propri i valori portanti di questa filosofia, Arkel ne sviluppa i risvolti educativi, considerando prioritaria l'innovazione pedagogica che migliora la vita di relazione. I bambini sono visti come soggetti-cultori della materia partendo dai "Centri di interesse" che già ispirarono Ovide Decroly.
Il pianeta Terra offre all'uomo non solo il sostentamento fisico ma anche interiore fornendogli i metodi della resistenza e della resilienza. Da qui l'interesse specifico per lo studio della marginalità sociale e della devianza del Potere che produce guerre e distruzione ambientale. Queste tematiche conducono Arkel a proporre una tipologia nuova di umanità, attenta all'altro, aperta all'altro, per un ritorno proficuo e fecondo su sé stessi. È l'homo planetarius il vagabondo creatore che si contrappone all'homo destruens incentrato su sé stesso. Queste riflessioni trovano sbocco nel testo Il pianeta condiviso - per una pedagogia della condivisione del 2013 e vengono ribadite, con l'aggiunta della ricerca del luminoso oltre il nero, osservando il nero come l'esperienza necessaria per approfondire l'apprendimento del significato del vivere e quindi la possibilità di procedere nella conoscenza, nel romanzo La pazienza della notte del 2014. Nel 2016 l'editore David and Matthaus pubblica il saggio La società pedagogica (dal pesantemente necessario al benevolmente opportuno) un lavoro che si riallaccia alla questione filosofica della sofferenza come motore di speranza. In esso trova spazio più compiuto la riflessione sull'oltrenero e la riscoperta della luce. Korczak è ancora al centro della riflessione, ma il contenuto esplicita come la pedagogia, e soprattutto la pedagogia sociale, assuma il valore di scienza della trasformazione.
Nel romanzo Fedele alla terra è visivamente evocata l'etica della sottrazione, ovvero la riconoscenza dell'autenticità degli affetti e la scoperta della Natura in quanto uniche condizioni del vivere. Da qui incomincia la difesa del pianeta, il "Diritto della Terra" che viene inserito dall'autore in diversi saggi, tra i quali Ascoltare la luce. Il pianeta, poiché popolato dai bambini, richiede la loro partecipazione; il linguaggio dei bambini non è però compreso dagli adulti e tanto meno il bambino sa e può organizzarsi: tuttavia, per Arkel, la contemporaneità ha più che mai bisogno della creatività dei piccoli, del loro spirito "rifondatore" e ideale. In tal senso diventa preziosa la considerazione dell'identità, ovvero l'origine-originalità del bambino grazie alla quale l'adulto può basarsi per ricostruire la scala dei valori vitali.
In Avvolto nel cielo stellato approfondisce il tema delle origini e del superamento della sofferenza, scoprendo il valore della meditazione in uno scandaglio biografico che trova il suo esito nella "scrittura come terapia e della terapia come liberazione". «Scrivere è la forma che diamo ai nostri sogni», afferma Arkel.
Compendio è un romanzo sul tramonto della cultura moderna, ovvero sul rapporto tra padri e figli. Esso identifica le macerie sulle quali l'uomo seguita a costruire nonostante le difficoltà e le tragedie. Da queste difficoltà e tragedie i personaggi traggono la forza che conduce a credere in un altrove interiore e trasmissibile attraverso l'ascolto profondo. La voce dell'anima è come la musica di Bach, «la distanza dalle cose della vita sempre più lo avvicinava a ciò che sembra non esserci, ma c'è, più di ogni altra. Una musica fatta di aria e di cielo, che non si rabbuia con la notte né viene accecata dalla luce più forte, che rimane come un pianeta soggiogato dal magnetismo, un sole e una luna senza abbaglio né buio: questo è Bach, quel tono senza ritmo ma più ritmo di ogni altro, che va oltre ciò che è stato immaginato e lascia a chi lo ascolta solo la soglia per pulirsi l'anima e rinascere nella mestizia di un mistero consapevole».

## La Shoah e lo sguardo dei piccoli
Il medico e pedagogo ebreo-polacco Janusz Korczak (1878-1942) è una figura centrale nella riflessione filosofica ed educativa di Dario Arkel: «Da quando ho iniziato a interessarmi a Janusz Korczak ho scoperto un mondo vicino al mio, che in breve è venuto a rappresentare il mio modello di pensiero, soprattutto perché, al di là delle opere e della biografia, egli ha saputo legare il proprio esempio umano alle sue opere. Korczak è stato sempre conseguente a se stesso, fino al martirio. Un esempio rarissimo... A me ha sempre rammentato Ulisse, con i reiterati rifiuti della bellezza, della vita eterna dell'illusione, per conseguire un solo risultato: tornare a casa, dai suoi affetti, quelli reali, di carne e di fatica... Concretezza e disillusione, forza di volontà, cooperazione: questi sono i principi che nella mia viziata imperfezione non so se riesco a perseguire, ma so che il mio "modello" di riferimento, invece, ce l'ha fatta e in pieno».
Korczak fonda la Casa degli Orfani a Varsavia e dopo una vita dedicata all'educazione e alla cura dei bambini, sceglie liberamente di andare incontro a una morte esemplare per coerenza: decide infatti di condividere il destino di duecento orfani affidati alla sua responsabilità, quando questi vengono deportati a Treblinka nell'agosto del 1942, nonostante i carnefici tedeschi gli abbiano offerto la personale salvezza in quanto figura di spicco della società europea dell'epoca. «Una mamma non lascerebbe mai solo il proprio figlio in mani estranee. Io di figli ne ho duecento. Non li lascerò mai soli», pare abbia affermato Korczak salendo su quell'ultimo treno per Treblinka. Una vita, dunque, interamente consacrata ai bambini poveri di Varsavia, dai quali rifiuta di essere separato sino alla fine.
Nell'opera Ascoltare la luce, Arkel delinea così il profilo umano e professionale di un uomo che dona la propria esistenza al mondo dell'infanzia, alla conoscenza dei suoi comportamenti e alla sua educazione. I principi educativi di questo pensatore e uomo d'azione sono basati sulla semplicità e sul senso della misura, lasciando ai piccoli la più ampia libertà in un contesto di fattiva serenità. Se da una parte la figura di Korczak «è paradigmatica di un modo di sentire la vita di fatto scomparso con l'incommensurabile violenza dei campi di sterminio nazisti», dall'altra resta quanto mai attuale per la sua pedagogia fortemente laica e il contenuto del suo metodo educativo incentrato sull'armonia, l'apertura e la libertà.
Korczak rappresenta un modello di convivenza pacifica, di resistenza e ribellione a uno stato di cose inumano. Il suo esempio porta Arkel a riflettere sulla dedizione disinteressata che tende al bene dei bambini e rispetta il loro mondo interiore, che «è fatto di tanti momenti, di dettagli e nicchie di tempo, di emozioni folgoranti quanto il nostro è monotono e osserva solo le lunghe previsioni, le lontane aspettative, le vane speranze. Se noi ci dibattiamo tra la materia e la ricerca di appigli, di aiuti per migliorarci, se, in qualche modo noi tendiamo a pianificare le nostre azioni, si sappia che nel bambino non vi è nulla di precostituito e condizionante, non vi è prescrizione a priori, ma solo flusso, lo scorrere degli avvenimenti nei quali si è osservatori e protagonisti al tempo stesso. Mai sacrificare o tentare di modificare questo flusso, mai anticipare l'essere a venire, l'adulto che è in fieri il bambino».
Arkel dedica attenzione allo sguardo dei piccoli, al loro modo sempre nuovo di pensare e guardare il mondo. I bambini chiedono rispetto per la loro laboriosa ricerca della conoscenza e l'incontro arricchente con il mondo degli adulti è possibile solo là dove c'è autentica condivisione e partecipazione: «Dobbiamo offrire loro qualcosa di noi che non sia moneta falsa, ma una parte della nostra verità. Se non li rispettiamo per quello che sono, se siamo diffidenti e mal disposti, non potremo mai occuparcene in modo adeguato. "Per sapere come dobbiamo fare — ci avverte Korczak — dobbiamo rivolgerci a degli esperti, e gli esperti, in questo caso... sono i bambini". La sua ricetta, quindi, non consiste nel sapere qualche cosa di più sul come coinvolgere o come trattare con i piccoli, consiste nell'essere con loro. E dimenticare il nostro inguaribile egoismo».

## Opere

### Saggi
- con Maria Teresa Torti, Altra scuola, altro lavoro. Gli esodi precoci dall'istruzione superiore tecnica e professionale, Genova, Marietti, 1988. ISBN 978-88-211-8964-7
- Aspetti educativi e sociali della mensa scolastica in Giacosa, Mastretta, Torti, Il piatto a scuola, Genova, Marietti, 1989. ISBN 88-21199-78-9
- Ricerca di lavoro, in Maria Teresa Torti, Il lavoro dopo la laurea, Genova, Sagep, 1988. ISBN 978-88-7058-324-3
- "Monitore": una scuola sociale. Saggio per nuova proposta educativa, Genova, ECIG, 1998.
- La proposta degli esclusi, Arenzano, Caroggio Editore, 2002.
- L'impossibilità della storia, Arenzano, Caroggio Editore, 2003 (Premio Rea per la saggistica, Ischia, 2003).
- Bambini da non dimenticare, in Lazzarini-Mustacchi, Nell'orto dei diritti, Milano, Franco Angeli Editore, 2004. ISBN 978-88-464-5771-4
- Teoria e tecnica della mediazione formativa-sociale per soggetti deboli, "DAdA", Atti del convegno internazionale di Bolzano 30-31 marzo 2006, Milano, Franco Angeli Editore, 2006.
- Progetto inclusione. Inserimento lavorativo invalidi del lavoro, "FOR", 2006, 66.
- Educare alla convivenza, "FOR", 2007, 72.
- Biforcazione e abitudine, "AIF-FOR", 2007, 73.
- L'estetica del conflitto, "FOR", 2008, 74.
- Janusz Korczak, formatore alla convivenza, "FOR", 2008, 75.
- Conflitto e necessità, "FOR", 2008, 76.
- Pace e guerra: una riflessione sempre necessaria, "FOR", 2008, 77.
- Ascoltare la luce. Vita e pedagogia di Janusz Korczak, saggio, Milano, ATì Editore, 2009. ISBN 88-89456-21-3.
- con Elena Petrassi, L'altruismo radicale di Etty Hillesum: spunti per una pedagogia di pace e resistenza, "FOR", 2009, 80.
- con Elena Petrassi, È arrivato il futuro remoto, "FOR", 2009, 81.
- con Elena Petrassi, Formazione, finestra di osservazione, "FOR", 2010, 82.
- con Raffaele Mantegazza ed Elena Petrassi, Pedagogia e Shoah: frammenti di vite esemplari, saggio in volume, Milano, ATì Editore, 2010. ISBN 88-89456-25-6.
- con Elena Petrassi, Con gli occhi dell'altro: scrivere per conoscere, scrivere per conoscersi, scrivere per farsi conoscere, "FOR", 2010, 83.
- con Elena Petrassi, La semplice felicità, l'esperienza della luce e la forma dello sguardo, "FOR", 2010, 84.
- Leggerezza e profondità della conoscenza (Moby Dick e qualcosa d'altro), "FOR", 2011, 86.
- Qualcosa di molto ghiacciato, "FOR", 2011, 88.
- Filosofia della condivisione, "FOR", 2012, 92.
- Il pianeta condiviso (Per una pedagogia della condivisione), saggio, Milano-Brescia, ATì Editore, 2013. ISBN 978-88-89456-66-8 (Premio "Franco Angeli" AIF- ass. italiana Formatori, 2014).
- Dal nero all'oltrenero, scoprendo la luce (Tagore e Janusz Korczak), https://www.ultimavoce.it, 4 luglio 2016.
- Il boia di Parigi e il Lebbroso di Aosta, viaggio nell'anima di due fratelli molto diversi https://www.ultimavoce.it, 11 luglio 2016.
- François Xavier De Maistre, il Lebbroso della città di Aosta. https://www.ultimavoce.it, 16 luglio 2016.
- La società pedagogica (dal pesantemente necessario al benevolmente opportuno), saggio, Serrungarina, David and Matthaus ed., 2016. ISBN 978-88-6984-097-5.
- Che cos'è l'immortalità, saggio breve, in BAMBINI aprile 2018, Junior-Spaggiari editore, Parma-Bergamo, 2018.
- Dalla parte dei bambini. Sempre, Il leone verde ed., Torino, 2019.
- Il Bambino Vitruviano (l'innovazione di Janusz Korczak), saggio, Castelvecchi ed., Roma, 2019. ISBN 9788832826883.
- Janusz Korczak: pedagogia sociale, scienza umana della trasformazione, saggio monografico, in Fronesis n. 28, Le Càriti, Firenze, 2019.
- Il vecchio dottore, dialoghi scritti e radiofonici 1930-1939, di Janusz Korczak, trad. Izabela Stanecka, con un saggio di Anna Basso. A cura di Dario Arkel, Zeroseiup ed, Bergamo, 2019. ISBN 9788899338688.
- Etica dell'essenziale e oltrenero pedagogico, saggio, Zeroseiup ed, Bergamo, 2021, ISBN 9791280549006.
- Il Diritto del bambino al rispetto da Janusz Korczak ad oggi, E.Luciano-L. Madella: La sfida dei Diritti, edizioni Junior, Parma,2022. ISBN 978-88-8434-918-7

### Narrativa
- Fedele alla terra, Milano, Atì Editore, 2008. ISBN 978-88-89456-19-4.
- Avvolto nel cielo stellato, Milano, Atì Editore, 2010. ISBN 978-88-89456-32-3.
- Racconti di Genova, Milano-Brescia, Atì Editore, 2011. ISBN 978-88-89456-45-3.
- Compendio, Milano-Brescia, Atì Editore, 2012. ISBN 978-88-89456-57-6.
- La pazienza della notte, Milano-Brescia, Atì editore, 2014. ISBN 978-88-89456-74-3.
- Il clowndestino (Piangere per ridere), Serrungarina, David and Matthaus - Blanco, 2016. ISBN 978-88-6984-098-2.

### Poesia
- La cenere non brucia, Genova, ECIG, 1999.
- Ritrovarsi a Esztergom, Milano, Atì editore, 2015, ISBN 978-88-89456-77-4.
- Di vento di verso, Piombino, Edizioni Il Foglio, 2017, ISBN 978-88-76067-13-6.

### Teatro
- Il primo Lager, 1985.
- La posta del dottor Korczak, Arenzano, Caroggio Editore, 2002.
- Muri di cenere, Arenzano, Caroggio Editore, 2005.